# Katsura Tarō
Katsura Tarō est un nom japonais traditionnel ; le nom de famille (ou le nom d'école), Katsura, précède donc le prénom (ou le nom d'artiste).
Katsura Tarō, 1er duc Katsura (桂 太郎), né le 4 janvier 1848 à Hagi dans la province de Nagato appartenant au domaine de Chōshū (actuelle préfecture de Yamaguchi) et mort le 10 octobre 1913 à Tokyo est un général de l'Armée impériale japonaise, et un homme d'État qui est trois fois Premier ministre du Japon. Il est une figure du hanbatsu et l'un des neuf genrō qui dominent la vie politique, administrative et militaire du Japon durant l'ère Meiji.

## Biographie
Katsura Tarō se joint au mouvement contre le shogunat Tokugawa, lors de la guerre de Boshin. Ilparticipe aussi à la seconde expédition de Chōshū et la première guerre sino-japonaise. Le 7 février 1913, il fonde le Rikken Dōshikai.
Il est successivement :
- gouverneur général de Taïwan (du 2 juin 1896 au 14 octobre 1896) ;
- Premier ministre (du 2 juin 1901 au 7 janvier 1906) ;
- ministre de l'Intérieur (du 22 octobre 1903 au 20 février 1904) ;
- ministre de l'Éducation (du 14 décembre 1905 au 7 janvier 1906) ;
- ministre des Finances (du 14 juillet 1908 au 30 août 1911) ;
- Premier ministre (du 14 juillet 1908 au 30 août 1911) ;
- ministre de l'Armée de terre (du 21 août 1912 au 21 décembre 1912) ;
- ministre des Affaires étrangères (du 21 décembre 1912 au 29 janvier 1913) ;
- Premier ministre (du 21 décembre 1912 au 20 février 1913).

## Distinctions
- Grand officier de la Légion d'honneur
- Grand collier de l'ordre suprême du Chrysanthème
- Ordre de Sainte-Anne de deuxième classe
- Ordre de l'Aigle blanc
- Ordre de François-Joseph
- Chevalier grand-croix de l'ordre de Saint-Michel et Saint-Georges
- Ordre de l'Aigle noir
- Ordre du Bain
- Ordre des fleurs de Paulownia
- Ordre de l'Aigle blanc